# Marwan I
Marwan I (albo Marwan Ibn al-Hakam (ur. 623, zm. 685) – kalif z dynastii Umajjadów, rządzący w latach 684-685.

## Życiorys
Był prawnukiem protoplasty rodu, Umajji. Wraz z nim doszła do władzy gałąź rodu wywodząca się od wnuka Umajji Al-Hakama, od Marwana nazywana później Marwanidami, podczas kiedy dotychczas kalifami byli Sufjanidzi wywodzący się od Abu Sufjana. Zanim wstąpił na urząd kalifa Marwan pełnił funkcję m.in. gubernatora Medyny. Po śmierci Muawiji II musiał stawić czoło uzurpatorowi Abd Allahowi Ibn az-Zubajrowi, który podporządkował sobie większą część posiadłości arabskich na Bliskim Wschodzie. Marwan pokonał antykalifa w bitwie na równinie Mardż Rahit, ale nie zdołał zdobyć stanowiącej ośrodek jego władzy Mekki. Zyskał natomiast dla siebie Egipt. Od 684 zmuszony był walczyć także z szyickim powstaniem Al-Muchtara, które wybuchło w Kufie.